# Janusz Osęka
Janusz Osęka (ur. 13 września 1925 w Warszawie, zm. 6 listopada 2014 w Warszawie) – polski pisarz i satyryk.

## Życiorys
Był uczniem I Państwowego Gimnazjum i Liceum im. Stefana Batorego w Warszawie. W 1944 roku zdał maturę na tajnych kompletach w I Gimnazjum i Liceum Miejskim im. gen. Józefa Sowińskiego w Warszawie. Ukończył studia na Wydziale Prawa Uniwersytetu Warszawskiego. W 1953 debiutował na łamach tygodnika „Szpilki” jako satyryk. W latach 1956–1959 był aktorem Kabaretu Wagabunda. W latach 1960–1990 był redaktorem „Szpilek”.
W 1997 otrzymał tytuł „Sprawiedliwy wśród Narodów Świata” za uczestnictwo w grupie, która po powstaniu w getcie warszawskim potajemnie przetransportowała poza miasto grupę żydowskich bojowników, wśród których był Marek Edelman.
Pochowany na stołecznym cmentarzu Bródnowskim (kwatera 34D-5-25).
Był starszym bratem Andrzeja Osęki.

## Twórczość wybrana
- Cyrk pcheł
- Człowiek w ścianie
- Echo w remoncie
- Głos ze studni
- Hipis w ortalionie
- Kronika pewnej planety
- Kto ma oczy z korka
- Milionowe słowo
- Moje bardzo dziwne przygody
- Przełom w bulwie
- Śmierć w Żlebie Kirkora
- Tego nie było w TV
- Tramwaj w oku
- Ucho żyrafy